# Саксаганське
Саксаганське (колишні назви: Ділянка-105, Жовтневе) — село у Божедарівській селищній громаді Кам'янського району Дніпропетровської області.
Колишній центр Саксаганської сільської ради. Населення — 280 мешканців.

## Назва
До 1930 року село називалось Ділянка-105, з 1930 по 2016 — Жовтневе. 2016 було прийнято назву Саксаганське.

## Географія
Село Саксаганське міститься за 2,5 км від лівого берега річки Саксагань, за 1,5 км від села Теплівка і за 2 км від смт Божедарівка. По селу протікає пересихаючий струмок з загатою. Поруч проходять автомобільна дорога Т 0429 і залізниця, станція Адамівське за 1,5 км.
Розташоване село у центральній частині області на Придніпровській височині.

## Історія
Поселення на цьому місці було засноване 1928 року, як Ділянка-105. Згодом сюди переселили частину жителів села Новий Стародуб Кіровоградської області.
В радянські часи тут була розміщена центральна садиба колгоспу «Родина».
Сільраді було підпорядковане село Адамівське, зняте з облікових даних 23 травня 2008 року.
Село внесено до переліку населених пунктів, які потрібно перейменувати згідно із законом «Про засудження комуністичного та націонал-соціалістичного (нацистського) тоталітарних режимів в Україні та заборону пропаганди їхньої символіки».

## Сучасність
В Саксаганському діє сільськогосподарське підприємство. Є ФАП і будинок культури.
Через село проходить автошлях Т 0429.
У жовтні 2014 року у селі було повалено пам'ятник Леніну.

## Населення

### Мова
Розподіл населення за рідною мовою за даними перепису 2001 року:
| Мова            | Кількість | Відсоток |
| --------------- | --------- | -------- |
| українська      | 263       | 93.93%   |
| російська       | 12        | 4.29%    |
| білоруська      | 3         | 1.07%    |
| інші/не вказали | 2         | 0.71%    |
| Усього          | 280       | 100%     |